# Finala Campionatului Mondial de Fotbal 1994
Finala Campionatului Mondial de Fotbal 1994 este meciul decisiv de la Campionatul Mondial de Fotbal 1994. A avut loc în Rose Bowl, Pasadena, California, Statele Unite. Brazilia a câștigat Cupa Mondială împotriva Italiei la lovituri de departajare deoarece scorul a fost 0-0. A fost de asemenea prima finală decisă la penaltiuri.

## Detaliile meciului
| Brazilia                                 | 0 – 0 (a.e.t.) (d.p.) | Italia                                           |
| ---------------------------------------- | --------------------- | ------------------------------------------------ |
|                                          | (Report)              |                                                  |
| Márcio Santos · Romário · Branco · Dunga | 3 – 2                 | Baresi · Albertini · Evani · Massaro · R. Baggio |

| Brazilia | Italia |

| BRAZILIA:               |    |                  |     |      |
|                         |    |                  |     |      |
| P                       | 1  | Claudio Taffarel |     |      |
| F                       | 2  | Jorginho         |     | 21'  |
| F                       | 13 | Aldair           |     |      |
| F                       | 15 | Marcio Santos    |     |      |
| F                       | 6  | Branco           |     |      |
| M                       | 5  | Mauro Silva      |     |      |
| M                       | 8  | Dunga (c)        |     |      |
| M                       | 17 | Mazinho          | 4'  |      |
| M                       | 9  | Zinho            |     | 106' |
| A                       | 11 | Romário          |     |      |
| A                       | 7  | Bebeto           |     |      |
| Schimbări:              |    |                  |     |      |
| DF                      | 14 | Cafu             | 87' | 21'  |
| FW                      | 21 | Viola            |     | 106' |
| Antrenor:               |    |                  |     |      |
| Carlos Alberto Parreira |    |                  |     |      |

| ITALIA:       |    |                    |     |     |
|               |    |                    |     |     |
| P             | 1  | Gianluca Pagliuca  |     |     |
| F             | 8  | Roberto Mussi      |     | 35' |
| F             | 6  | Franco Baresi (c)  |     |     |
| F             | 5  | Paolo Maldini      |     |     |
| F             | 3  | Antonio Benarrivo  |     |     |
| M             | 14 | Nicola Berti       |     |     |
| M             | 13 | Dino Baggio        |     | 95' |
| M             | 11 | Demetrio Albertini | 42' |     |
| M             | 16 | Roberto Donadoni   |     |     |
| A             | 10 | Roberto Baggio     |     |     |
| A             | 19 | Daniele Massaro    |     |     |
| Schimbări:    |    |                    |     |     |
| DF            | 2  | Luigi Apolloni     | 41' | 35' |
| MF            | 17 | Alberigo Evani     |     | 95' |
| Antrenor:     |    |                    |     |     |
| Arrigo Sacchi |    |                    |     |     |

| OFICIALI - Tușieri: - Venancio Zarate (Paraguay) - Mohammad Fanaei (Iran) - Al patrulea oficial: Francisco Oscar Lamolina (Argentina) | REGULILE MECIULUI - 90 minute. - 30 minute de prelungiri dacă este necesar. - Lovituri de departajare dacă scorul este egal. - Două schimbări permise, plus una pentru portar. |